# 波多野秀香
波多野 秀香（はたの ひでたか）は、安土桃山時代の武将。波多野秀治の弟。大路城主。二階堂家の家督を継ぎ、二階堂秀香とも名乗った。

## 生涯
丹波酒井氏の一族である油井城城主、酒井佐渡守重貞の次男として生まれる。酒井重貞は波多野氏の重臣であった。その後、波多野元秀の養子として迎えられ、秀治の義弟となったとされる。
天正6年（1578年）3月より、波多野氏は居城・八上城に籠城し、織田氏の家臣・明智光秀と戦う（八上城合戦）。1年以上に及ぶ攻防ののち、秀香は兄の秀治、秀尚と共に捕らえられ、天正7年（1579年）6月8日、安土で磔に処された。
秀香については、秀治・秀尚が捕らえられた後、八上城に籠城したとする伝承がある。これによると、天正7年（1579年）5月5日に明智方から和議の申し出がなされ、6月1日に明智光秀の母を人質として預かると、秀治・秀尚は明智方の本目城に赴く。しかしそこで捕らえられ、安土に送られて処刑された。秀香はそれを受け八上城にて籠城の評議を行い、八上城内は万事秀香の采配に従うよう評議で決定する。和議違約により光秀の母を磔殺の刑に処し、明智左近ら付き人の武士3人は切腹、腰元5人は光秀の母の亡骸と共に明智方に送還した。その後、天正7年（1579年）8月9日、八上城方は打って出て戦い、秀香は本丸に火を放ち自刃したという。享年21歳。
また、秀香にはこの時3歳の子・秀朝（久左衛門、幼名藤八）がおり、叔父・酒井彦右衛門に託されたとされる。